# Epiphragma auricosta
Epiphragma auricosta är en tvåvingeart som beskrevs av Alexander 1939. Epiphragma auricosta ingår i släktet Epiphragma och familjen småharkrankar. Inga underarter finns listade i Catalogue of Life.